# Beastmaster – Der Befreier
Beastmaster – Der Befreier (Originaltitel: The Beastmaster) ist ein US-amerikanischer Barbarenfilm aus dem Jahre 1982. Er basiert auf dem Buch The Beast Master von Andre Norton. Regisseur und Drehbuchautor war Don Coscarelli, in den Hauptrollen spielten Marc Singer, Tanya Roberts und Rip Torn. Es ist der erste Film einer Trilogie, ihm folgten Beastmaster II – Der Zeitspringer (1991) und Beastmaster – Das Auge des Braxus (1995). Zudem wurde von 1999 bis 2002 die Fernsehserie Beastmaster – Herr der Wildnis produziert.

## Handlung
König Zed will sein Königreich von schwarzer Magie und Menschenopfern befreit wissen und verbannt darum den sich mit Wahrsagerinnen und Hexen abgebenden Hohepriester Maax (Rip Torn). Dieser rächt sich, indem er das noch ungeborene Kind der Königin von einer Hexe in eine Kuh transferieren lässt. Die Hexe holt das Kind aus dem Bauch der Kuh und brennt ihm ein Zeichen auf die Hand. Als sie es am Feuer opfern will, wird es von einem vorbeiziehenden Bauern und Schwertkämpfer gerettet.
Der Sohn von König Zed wächst unter dem Namen Dar bei dem Mann in einem kleinen Bauerndorf auf und erlernt die Schwertkampfkunst. Eines Tages bemerkt er, dass er in Gedanken mit Tieren sprechen kann. Als sein Dorf von den reitenden Horden der Juns überfallen wird, ist Dar der einzige Überlebende. Er nimmt sein Schwert und zieht fort, um Rache zu nehmen. Unterwegs nimmt er zwei Frettchen bei sich auf und ein Panther sowie ein Adler schließen sich ihm an.
Auf seinem Weg trifft Dar in einer Höhle auf vogelähnliche Wesen, die binnen Sekunden einen ganzen Mann aufessen und nur sein Skelett übriglassen. Ihn aber respektieren sie, als sie seine Verbindung mit dem Adler bemerken und überreichen ihm ein Medaillon.
Bei einem Teich trifft er dann die schöne Tempelsklavin Kiri und verliebt sich in sie. Später trifft Dar den Mann Seth und den Jungen Tal, die seinen Panther vor den Männern Maax’ retten. Er erfährt, dass Tal der Sohn König Zeds ist, der von Maax in einem Verlies festgehalten wird und Kiri seine Cousine.
Dar geht heimlich in die Stadt, wo Hohepriester Maax auf einer Stufenpyramide im Feuer Menschen opfern lässt. Dar lässt seinen Adler ein Kind vor dem Opfertod retten. Von den Eltern des Kindes erfährt er, dass auch Kiri bald geopfert werden soll. Gemeinsam mit Seth und Tal bricht er auf, sie zu befreien. Mit Kiris Hilfe schleichen sich dann Dar, Seth, Tal und der Panther in die Stadt, dringen in die Pyramide ein, befreien den König und bringen ihn in ein Lager von Aufständischen.
Der König will nichts mit Dar zu tun haben, den er aufgrund seiner Verbindung mit den Tieren für abnormal hält und verstößt ihn. Er schmiedet einen Plan, um seine Stadt zurückzuerobern, doch Maax spioniert ihn aus und der Plan schlägt fehl. Alle Rebellen sollen geopfert werden. Der Vater des geretteten Kindes berichtet dies Dar, der sofort zur Stadt geht und mit seinem Schwert Maax Männer auf der Pyramide bekämpft und Kiri retten kann. König Zed und der Hohepriester Maax sterben dabei.
Die Bewohner der Stadt fürchten sich nun vor den anrückenden Jun, Verbündete von Maax. Dar sendet seinen Adler mit dem Medaillon zu den Vogelwesen aus und bereitet die Stadt auf eine Belagerung vor. Als er sich mitten im Kampf mit den Jun befindet, deren Anführer er töten kann, greifen die Vogelwesen die Jun an und vernichten sie in Kürze.
Nach der Schlacht erkennt Seth, dass Dar der eigentliche Thronfolger ist. Doch der verzichtet und überlässt die Krone seinem jungen Bruder Tal. Er zieht mit Kiri und seinen Tieren seines Wegs.

## Hintergrund
Der Film hatte ein Budget von 9 Millionen Dollar, spielte aber nur 4 Millionen ein. Er konnte sich nicht gegen den zur selben Zeit lancierten und überaus erfolgreichen Barbarenfilm Conan der Barbar behaupten. Die Rolle von Maax war ursprünglich für Klaus Kinski geschrieben worden und Kiri sollte von der bei Castingbeginn achtzehnjährigen Demi Moore gespielt werden.
Die deutsche Kino-Erstaufführung war am 28. Oktober 1982.

## Kritiken
- „Triviale – mit drastischen Gewaltszenen durchsetzte – Fantasy-Geschichte, die streckenweise überzeugende mythische Szenarien entwickelt, größtenteils aber plagiatorisch anmutet.“ – Lexikon des internationalen Films[3]